# ویکتور سونمانز
ویکتور سونمانز (انگلیسی: Victor Sonnemans; ۲۵ اکتبر ۱۸۷۴ – ۳ اکتبر ۱۹۶۲) بازیکن واترپلو اهل بلژیک بود.